# Марселіньйо Пауліста
Марселіньйо Пауліста (порт. Marcelinho Paulista, нар. 13 вересня 1973, Котія) — бразильський футболіст, що грав на позиції півзахисника.
Виступав, зокрема, за «Корінтіанс» та «Ботафогу», а також провів два матчі за національну збірну Бразилії.

## Клубна кар'єра
У дорослому футболі дебютував 1992 року виступами за «Корінтіанс». Дебютував у бразильській Серії А 26 січня 1992 року, в матчі проти «Васко да Гами» (1:4). З рідною командою Марселіньйо виграв у 1995 році чемпіонат Сан-Паулу, Лігу Пауліста, а також Кубок Бразилії. У фіналі «Корінтіанс» обіграв «Греміо» 2:1, а Марселіньйо забив один із м'ячів
У 1997 році перейшов у «Ботафогу», з яким виграв чемпіонат штату Ріо-де-Жанейро, Лігу Каріока, але вже наступного року повернувся у «Корінтіанс», де провів перше півріччя, а у другій половині 1998 року грав за «Гуарані».
На початку 1999 року протягом декількох місяців пограв за «Флуміненсе», після чого знову грав за «Ботафогу». У 2001 році він поїхав до Європи до грецького «Паніоніоса», але закріпитись там не зумів.
На початку 2003 року він повернувся до Бразилії, ставши гравцем «Жувентуде». Там він зіграв 17 листопада 2002 року проти «Атлетіко Паранаенсе» (0:4) свій останній матч у бразильській Серії А. Всього в бразильському вищому дивізіоні Марселіньйо виступав у 165 матчах і забив 4 голи. Через півроку він повернувся до Європи, зігравши кілька матчів у іспанській Сегунді за «Альмерію».
Завершував ігрову кар'єру на батьківщині у нижчолігових клубах «Кабофріенсе» та «Естасіо де Са», де виступав до 2005 року.

## Виступи за збірні
Залучався до складу молодіжної збірної Бразилії, з якою став переможцем молодіжного чемпіонату Південної Америки 1992 року в Колумбії та молодіжного чемпіонату світу 1993 року в Австралії. Також захищав кольори олімпійської збірної Бразилії, у складі якої був учасником футбольного турніру на Олімпійських іграх 1996 року в Атланті, на якому команда здобула бронзові олімпійські нагороди.
1996 року зіграв два товариські матчі у складі національної збірної Бразилії — 27 березня проти Гани (8:2) і 22 травня проти Хорватії (1:1).

## Досягнення
| Корінтіанс - Ліга Пауліста (1) : - Переможець : 1995. - Кубок Бразилії (1) : - Володар : 1995. |  | Ботафого - Ліга Каріока (1) : - Переможець : 1997. - Кубок Гуанабара (1) : - Володар : 1997. |

| Олімпійська - Олімпійські ігри : - Бронзовий призер : 1996. |  | Молодіжна - Молодіжний чемпіонат світу (1) : - Чемпіон : 1993 - Молодіжний чемпіонат Південної Америки (1) : - Чемпіон : 1992 |